# IS/STAG
IS/STAG je informační systém určený pro administraci studijní agendy vysoké školy. Pokrývá funkce od přijímacího řízení až po vydání diplomu. Umožňuje evidovat studenty prezenční i kombinované formy studia, studenty celoživotního vzdělávání i účastníky univerzity třetího věku. Systém byl vytvořen a je stále vyvíjen Centrem informatizace a výpočetní techniky Západočeské univerzity.

## Historie
Poprvé byl IS/STAG nasazen v roce 1993 na Západočeské univerzitě v Plzni. Začátkem roku 2020 systém používalo 14 škol v České republice, z toho 11 bylo veřejnoprávních vysokých škol či univerzit a 3 byly soukromé vysoké školy. Počty studentů na těchto školách jsou v rozsahu cca 300 - 20 000.

## Technické parametry

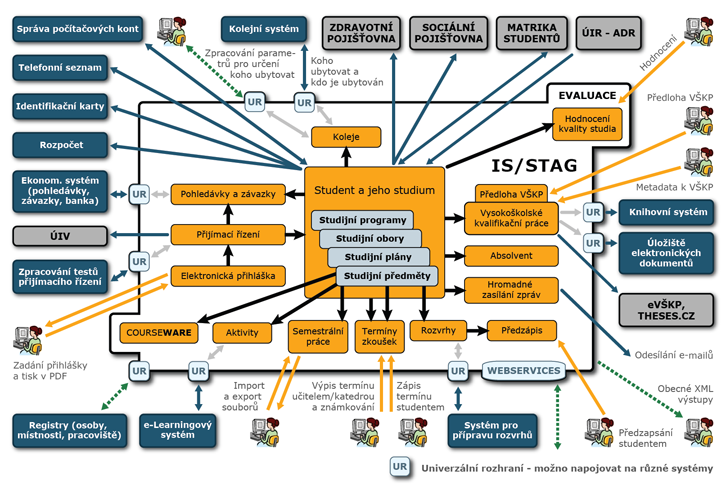
Schéma napojení na externí systém

Aplikace je realizována nad databází Oracle. Je tvořena základním jádrem a řadou doplňujících modulů a dalších aplikací. Zároveň pracujících uživatelů může být několik stovek. Systém si škola může provozovat na svých serverech nebo lze využít možnost outsourcingu jak databáze, tak portálového serveru. Systém je možné do značné míry parametrizovat (různé chování pro různé typy škol, místy až na úroveň kateder).

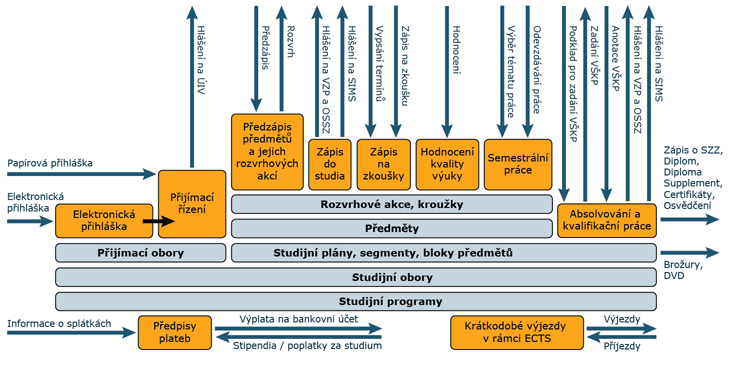
Schéma systému

Klientské prostředí je realizováno prostřednictvím nativního klienta pro operační systém Windows a webovým přístupem integrovaným v portálu. Lze použít libovolný portál podporující standard JSR168, např. IBM WebSphere, Oracle AS. Rovněž opensourcové portály: JBoss portlet container, JetSpeed, Liferay, atd. Nativní klient pokrývá funkce studijní referentky, správce fakulty, správce katedry a rozvrhářů. Na portálu jsou dostupné především funkce pro studenty a učitele. Portálové rozhraní je vícejazyčné, dosud implementované jazykové verze jsou česká a anglická.
Na externím rozhraní lze IS/STAG napojit na další informační systémy, obsahuje výstupy např. pro národní registry: SIMS, ÚIV, VZP, OSSZ, Scio, eVŠKP, THESES, ÚIR-ADR apod. Je rovněž integrován s dalšími informačními systémy, např. s ekonomickými systémy SAP, MAGION, iFIS, knihovním systémem Aleph a dalšími. Prostřednictvím modulu pro webové služby lze IS/STAG propojit s dalšími informačními systémy.

## Součásti informačního systému
Základní část systému zahrnuje následující bloky:

### Studijní programy, obory, plány, předměty
Evidence těchto objektů pro různé typy a formy studia. Je možné vést více verzí studijních plánů, jejich segmentů a bloků předmětů. Lze vést i kombinace studijních oborů (zejména pro pedagogická studia). Systém umí studijní plány přehledně vizualizovat.

### Student
Kompletní evidence studenta. Osobní údaje, zápis na studijní program, roční zápisy na studijní plány, přerušení, krátkodobé výjezdy, matriční data. Možnost hromadného zápisu studentů do studia, hromadných zápisů na předměty či rozvrhové akce, atd.

### Přijímací řízení
Lze vypsat přijímací obory a pro ně definovat sledované předměty z předchozího studia a testy. Pomocí zadávaných vzorců a parametrů umí nastavit různá pravidla pro přijetí a vyhodnotit, který z uchazečů je splnil. Uchazeč může zasílat papírovou přihlášku nebo ji podat prostřednictvím webové aplikace elektronické přihlášky. Generování zvacích dopisů a rozhodnutí včetně dopisních štítků.

### Rozvrhy
Pro jednotlivé předměty lze vytvářet rozvrhové akce, které mohou být přiřazeny k určitému časoprostoru (místnost, čas) nebo mohou být aposteriorní (bez určení místnosti). U rozvrhové akce je možné nastavit pro jaké studenty je určena (fakulta, typ či forma studia, studijní program, místo studia, atd.). Systém umožňuje vytvářet předzápisové kroužky a k nim přiřazovat rozvrhové akce. V rámci rozšíření lze využít grafické prostředí pro tvorbu rozvrhu. Je možné přenášet data do a z jiných systémů pro tvorbu rozvrhu.

### Předzápis
Zápis studenta na další akademický rok včetně kontroly plnění podmínek studia. Student si může vybrat kroužek a tím se mu zapíší všechny rozvrhové akce kroužku nebo si může předměty vybírat sám. Systém studentovi nabízí předměty jeho studijního plánu včetně kontrol jeho plnění. Student si může vybrat i předměty mimo svůj studijní plán.

### Zkoušky
Je možné vypisovat zkouškové termíny, na které se pak studenti hlásí prostřednictvím aplikace ve webovém rozhraní. Hodnocení studentů předmětu lze ukládat v závislosti na termínu, rozvrhové akci či přímo. Všechny tyto operace může provádět dle nastavení učitel i sekretariát katedry.

### Semestrální práce
Evidence a vypisování témat semestrálních prací, jejich výběr studenty, odevzdávání prací elektronicky, hodnocení prací učiteli, přenos prací do Odevzdej.cz a zjišťování plagiátorství.

### Mobility studentů
Podpora krátkodobých výjezdů a příjezdů studentů. Zobrazování údajů o studijních plánech a předmětech v rámci ECTS, podpora procesu mobilit a tisk potřebných mezinárodních dokumentů.

### Evaluace
Hodnocení kvality studia studenty formou vypisování a vyplňování online dotazníků. Následně sběr, statistické zpracování dat z dotazníků a proces zveřejnění a komentování výsledků.

### Předpisy plateb
Možnost příprav předpisů plateb různých druhů (stipendia, poplatky za studium, poplatky za přijímací řízení, atd.) tedy závazky i pohledávky a přiřazování studentů na ně – ručně nebo pomocí uživatelsky definovatelného vzorce, případně plně automaticky (u přijímacího řízení po zadání přihlášky). Systém poskytuje informace pro výplaty bankou či pokladnou. Systém dovede načíst data o realizovaných úhradách z ekonomického informačního systému a provést automatické spárování.

### Absolvent
Evidence absolventů, kvalifikačních prací, závěrečných zkoušek, tisk příslušných dokumentů (zadání vysokoškolské kvalifikační práce, zápis o závěrečné zkoušce, diplom, diploma supplement, certifikát, osvědčení atd.).

## IS/STAG na českých univerzitách
V současné době je IS/STAG využíván na těchto vysokých školách:
- Univerzita Tomáše Bati ve Zlíně
- Univerzita Palackého v Olomouci
- Jihočeská univerzita v Českých Budějovicích
- Univerzita Pardubice
- Univerzita Jana Evangelisty Purkyně v Ústí nad Labem
- Univerzita Hradec Králové
- Technická univerzita v Liberci
- Veterinární univerzita Brno
- Západočeská univerzita v Plzni